# Mednarodno letališče Priština
Mednarodno letališče Priština (albansko Aeroporti Ndërkombëtar i Prishtinës; srbsko Међународни аеродром Приштина, latinizirano: Međunarodni aerodrom Priština) je letališče na Kosovem, ki primarno oskrbuje Prištino in je največje letališče na Kosovu.